# Miroslav Borkovec
Miroslav Borkovec (13. června 1916 Husovice – 17. května 1942 Lamanšský průliv u Calais) byl český pilot 313. československé stíhací perutě RAF.

## Život

### Před druhou světovou válkou
Miroslav Borkovec se narodil 13. června 1916 v Husovicích u Brna v rodině dělníka Karla Borkovce a Marie, rozené Bublové. Vychodil pět tříd obecné a tři třídy měšťanské školy a mezi lety 1930 a 1933 se vyučil autozámečníkem v brněnské Zbrojovce. Poté pracoval v různých firmách včetně Zbrojovky. Byl členem Sokola. V roce 1936 začal s pilotním výcvikem v aeroklubu při černovickém letišti v rámci akce 1000 nových pilotů republice, při kterém získal osvědčení pilotovat sportovní a turistická letadla. Dne 1. října 1937 nastoupil prezenční vojenskou službu u Leteckého pluku 5 v Brně. Absolvoval poddůstojnickou školu, pilotní školu a pluku sloužil až do rozpuštění Československé armády v roce 1939. Dosáhl hodnosti svobodníka.

### Druhá světová válka
Po německé okupaci opustil Miroslav Borkovec v dubnu 1939 ilegálně Protektorát Čechy a Morava a přes Polsko a Švédsko se dostal do Spojeného království. Dne 29. února 1940 byl v Londýně odveden do československé zahraniční armády a následně odeslán do Francie na letiště v Mérignacu k doplňovacímu středisku československé letecké skupiny. Po pádu Francie v červnu 1940 se evakuoval zpět do Spojeného království a 26. července téhož roku byl přijat do Royal Air Force. Mezi zářím 1940 a zářím 1941 absolvoval výcvik na britské letecké technice a poté byl přidělen k 313. československé stíhací peruti. Zde od ledna do dubna 1942 působil jako neoperační pilot, mezi operační piloty byl zařazen 24. dubna. Létal jako doprovod bombardérů. Dne 17. května 1942 se při doprovodu bombardérů nad Boulogne-sur-Mer nad Lamanšským průlivem stal obětí leteckého souboje s německým letcem Johannem Aisleitnerem. Jeho stroj Supermarine Spitfire Mk.VB BM260k RY-U se zřítil do moře asi patnáct kilometrů severozápadně od Calais. Jeho tělo nebylo nikdy nalezeno. Dosáhl hodnosti rotného.

## Posmrtná ocenění
- Československý válečný kříž 1939
- Miroslav Borkovec byl in memoriam v roce 1947 povýšen do hodnosti štábního rotmistra a v roce 1991 do hodnosti plukovníka
- V roce 1997 byl po Miroslavu Borkovcovi pojmenována jedna z ulic v brněnské Líšni[1]